# Gunnera atropurpurea
Gunnera atropurpurea är en gunneraväxtart som beskrevs av L.E. Moro-osejo. Gunnera atropurpurea ingår i släktet gunneror, och familjen gunneraväxter.

## Underarter
Arten delas in i följande underarter:
- G. a. caquetana
- G. a. chocoana
- G. a. munchicana
- G. a. sibundoya